# Summerside (Prince Edward Island)
Summerside ist eine kanadische Stadt im Prince County in der Provinz Prince Edward Island. Sie ist die zweitgrößte Stadt der Provinz und die Verwaltungshauptstadt für den westlichen Teil der Insel. Summerside wurde offiziell am 1. April 1877 zur Stadt und erneut am 1. April 1995 zur Stadt erhoben.

## Geschichte
Die Gegend, in der Summerside liegt, wurde jahrhundertelang von Mi’kmaq-Indianern besiedelt. Bis in die frühen 1700er Jahre siedelten sich nur wenige Akadier (als erste europäischstämmigen Siedler) an. Die erste permanente europäische Siedlung wurde 1840 gebaut. Gleichzeitig entstanden eine Werft und eine Straße nach St. Eleanors, dem damaligen Verwaltungssitz des Prince County. Zuvor war ein Siedlungsversuch in Princetown gescheitert.
Nachdem 1872 eine Eisenbahnverbindung eingerichtet worden war, wurde der Hafen Summersides durch Dampfschiffe mit der Festlandeisenbahn in Shediac, New Brunswick verbunden. Der Hafen wuchs zu einem wichtigen Warenumschlagplatz für alle Arten an Konsumgütern und Agrarexporten.
Anfang des 20. Jahrhunderts geriet die Schiffsindustrie in eine Krise und Summerside erlebte einen Strukturwandel zum Fuchspelzhandel. Die Stadt wuchs während der 1940er Jahre, nachdem die Royal Canadian Air Force eine Flugschule am Rande der Stadt errichtete. Diese Basis wurde 1991 geschlossen und in ein Industriegebiet umgewidmet. Bundes- und Provinzregierung und Stadtverwaltung unternahmen Initiativen, um die regionale Wirtschaft zu diversifizieren. Die Wiedereingemeindung fiel mit der Städtefusion von Wilmot, St. Eleanors und Sherbrooke mit dem größeren Summerside zur neuen Stadt im Jahre 1995 zusammen.
Summerside war drei Jahre lang die Heimat der Romanfigur Anne Shirley aus der Romanserie Anne auf Green Gables der Kanadierin Lucy Maud Montgomery.

## Geografie
Summersides Hafenviertel liegt an der Südküste der Insel, an der Northumberland Strait. Die Stadt ist 28,49 km² groß und liegt auf der 4 km breiten Landenge, die die Northumberland Strait von der Malpeque Bay, einem Becken des Sankt-Lorenz-Golfs, trennt; dieses ist der niedrigste Teil der Prince Edward Island.

## Ökonomie
Große Arbeitgeber sind das Finanzamt, Atlantic Turbines, ein Hersteller von Windkraftanlagen, Testori Americas und Honeywell Engines and Systems. Einst war Summerside das Weltzentrum der Silberfuchsindustrie, hier gibt es nun ein Silberfuchsmuseum (siehe dazu auch den Artikel → Silberfuchsfell).
Die Stadt Summerside besitzt einen elektrischen Generator für Stromausfälle. Der Strom der Provinz kommt mehrheitlich vom Festland.

## Verwaltung
Basil Stewart, ein ehemaliger Polizist, ist der amtierende Bürgermeister von Summerside. Er begann im November 2006 seine achte Amtszeit in Folge und ist seit zwei Jahrzehnten im Amt.

## Medizinische Versorgung
Die Stadt beheimatet das Prince County Hospital, welches das zweitgrößte der Provinz ist.

## Persönlichkeiten
- Mark Strand (1934–2014), US-amerikanischer Dichter
- Doug MacLean (* 1954), kanadischer Eishockeyfunktionär
- Gerard Gallant (* 1963), kanadischer Eishockeyspieler
- John Chabot (* 1962), kanadischer Eishockeyspieler
- Heather Moyse (* 1978), kanadische Bobsportlerin, Rugby-Spielerin und Leichtathletin
- Steve Ott (* 1982), kanadischer Eishockeyspieler
- Darryl Boyce (* 1984), kanadischer Eishockeyspieler
- Nathan McIver (* 1985), kanadischer Eishockeyspieler
- Noah Dobson (* 2000), kanadischer Eishockeyspieler

## Medien
In Summerside gibt es einen Radiosender, FM 102.1 CJRW-FM. CJRW ist der einzige kommerzielle Radiosender in der Provinz, dessen Studios sich außerhalb von Charlottetown befinden. Der Sitz des Prince County Büros von CBC Television ist Summerside. Summerside's Tageszeitung ist The Journal Pioneer.